# José Felipe Flores
José Felipe Flores (Ciudad Real de Chiapas, Guatemala, 1751 - Madrid, Espagne, 1824) était un médecin, anatomiste et professeur guatémaltèque.
Diplômé en médecine de la Royale et Pontificale Université Saint-Charles-Borromée de Guatemala, il s’attacha à développer l’enseignement de la médecine dans son pays natal et y instaura le premier protomedicato (équivalant, très schématiquement, à l'ordre des médecins, avec en outre des attributions en matière de formation médicale), dont il devint le premier président. En qualité de professeur ordinaire de l’université Saint-Charles, il renouvela l’enseignement de l’anatomie, en encourageant les dissections et en construisant lui-même des mannequins de cire pour les démonstrations anatomiques. Il fut par ailleurs un pionnier de la vaccination anti-variolique, d’abord en appliquant avec succès la variolisation lors d’une épidémie de variole au Guatemala en 1780, puis, pendant son séjour en Espagne, en aidant à concevoir et définir plus avant la future expédition Balmis, chargée d'apporter la vaccination jennérienne dans tout l’Empire espagnol. Sa thèse que le cancer pouvait se traiter par l’ingestion d’un certain type de lézard eut un certain retentissement dans les milieux médicaux de l’époque, après traduction vers de multiples langues de l’opuscule qui exposait cette thèse.

## Biographie
Né le 1er mai 1751 à Ciudad Real de Chiapas, au Guatemala, il s’en alla, fort jeune encore, à Santiago de los Caballeros, alors capitale du royaume de Guatemala, pour y étudier au collège des Jésuites. Il s’inscrivit ensuite à la Royale et Pontificale Université Saint-Charles-Borromée, où il obtint en 1773 le titre de bachelier en médecine.
Lorsqu’une épidémie de variole éclata au Guatemala en 1780, il remporta un triomphe en mettant en œuvre la méthode de l’inoculation ou de la variolisation, grâce à laquelle la poussée variolique put être endiguée. En 1781, il fut nommé professeur à l’hôpital de San Juan de Dios, qu’il équipa en 1785 d’instruments chirurgicaux. Il s’efforça d’établir au Guatemala un protomedicato (c'est-à-dire un Real Tribunal del Protomedicato, institution de l’ancien régime correspondant, très schématiquement, à un ordre des médecins, détentrice en outre d’attributions en matière de formation médicale), et fut nommé plus tard, en reconnaissance de ses mérites, comme le premier protomédico légal du Guatemala. Devenu professeur ordinaire à l’université Saint-Charles, il fit confectionner, pour faciliter l’étude de l’anatomie et de la physiologie, des mannequins de cire, à taille et à couleurs naturelles, sur lesquels l’étudiant pouvait aisément appréhender les organes ― amovibles et replaçables selon les besoins ― du corps humain et qui facilitaient l’apprentissage de l’ostéologie, de la myologie, etc. Il est considéré aujourd’hui comme le père de l’enseignement de la médecine au Guatemala et en Amérique centrale. De même, il contribua à la science optique par quelques lentilles de son invention. Sa thèse sur l’ingestion d’un certain type de lézards dans le traitement du cancer fut défendue au Mexique par Antonio de León y Gama, et son opuscule sur le sujet fut traduit en plusieurs langues.
En 1797, doté d’une bourse du gouvernement, il partit pour un voyage d’études qui s’étala sur quatre ans et au cours duquel il visita plusieurs institutions scientifiques américaines et européennes. À Philadelphie, il fut instruit des expériences électriques de Luigi Galvani sur des grenouilles et résolut de les reproduire lui-même, car, comme il l’écrivit à José Antonio Goicoechea, qui se trouvait alors au Guatemala, d'aucuns croyaient que le mouvement suscité dans les muscles des grenouilles « est une autre sorte de fluide, et non de l’électricité ; cependant, les Italiens disent que c’est la même électricité : que le cerveau et les nerfs doivent être considérés comme une espèce d’électrophore ». En Italie, il rencontra non seulement Galvani, mais aussi, à Florence, Felice Fontana, qu’il admirait comme scientifique et comme constructeur de mannequins anatomiques en cire ; en France, il entra en contact avec Laplace.
Arrivé à Madrid en 1803, il se mit en relation avec le chirurgien et anatomiste catalan Antoni Gimbernat i Arbós. En raison de ses capacités, le roi d’Espagne Charles IV le désigna comme son médecin particulier. En mars 1803, après que son collègue Francisco Requena eut le premier formulé l’idée d’une campagne de vaccination anti-variolique de masse dans tout l’Empire espagnol (y compris aux Philippines), il présenta un rapport à l’attention de la Commission des Chirurgiens de la Cour (Junta de Cirujanos de Cámara) exposant les modalités pratiques (financement, parcours etc.) de la future Expédition royale philanthropique de vaccination, communément appelée expédition Balmis, du nom de son directeur, le médecin et homme de science Francisco Javier Balmis. D’abord pressenti pour codiriger cette expédition, il en fut évincé cependant, le roi Charles IV préférant accéder à la demande de Balmis de laisser entre ses seules mains toute la direction de l’entreprise.
Il mourut en Madrid, Espagne, en 1824.
Dans son pays natal, sous le gouvernement de Manuel Estrada Cabrera, la faculté de médecine de l’Université nationale — appellation que porta de 1875 à 1918 et de 1920 à 1944 l’université Saint-Charles — décerna chaque année à partir de 1900, à l’occasion des dénommées Fêtes minerviennes (‘Fiestas Minervalias’), le prix José Felipe Flores à la meilleure thèse de doctorat. Dans le cadre desdites fêtes, dans la décennie 1910, un buste de Flores fut dévoilé dans le Temple de Minerve à Guatemala.

## Publications de Flores
Le Dr. Flores rédigea plusieurs ouvrages et articles, notamment en 1781 Específico nuevamente descubierto en Guatemala para la cura del Cáncer y otras enfermedades más frecuentes (‘Spécifique nouvellement découvert au Guatemala pour la guérison du cancer et d’autres maladies plus fréquentes’), qui décrivait un remède consistant à ingérer de petites boulettes de viande d’une certaine espèce de lézard très commune dans certaines régions du Guatemala. Cet opuscule, qui fut ensuite traduit en français, allemand, anglais et italien, était connu dans les milieux médicaux à la fin du XVIIIe siècle et le susdit lézard figurait comme médicament dans le lexique médical.

## Dans la fiction
Flores servit de modèle au fameux « docteur Sánchez », protomédico du Guatemala, évoqué par l’écrivain guatémaltèque José Milla y Vidaurre dans son roman Memorias de un Abogado (1898).